# Hele Danmarks Dirch
|  | Denne artikel er oprettet af botten Steenthbot ud fra en ekstern database. Den kan derfor have sproglige fejl eller mangler. Denne skabelon kan fjernes efter kontrol af indholdet. |

Hele Danmarks Dirch er en dansk portrætfilm fra 2011.